# Izola

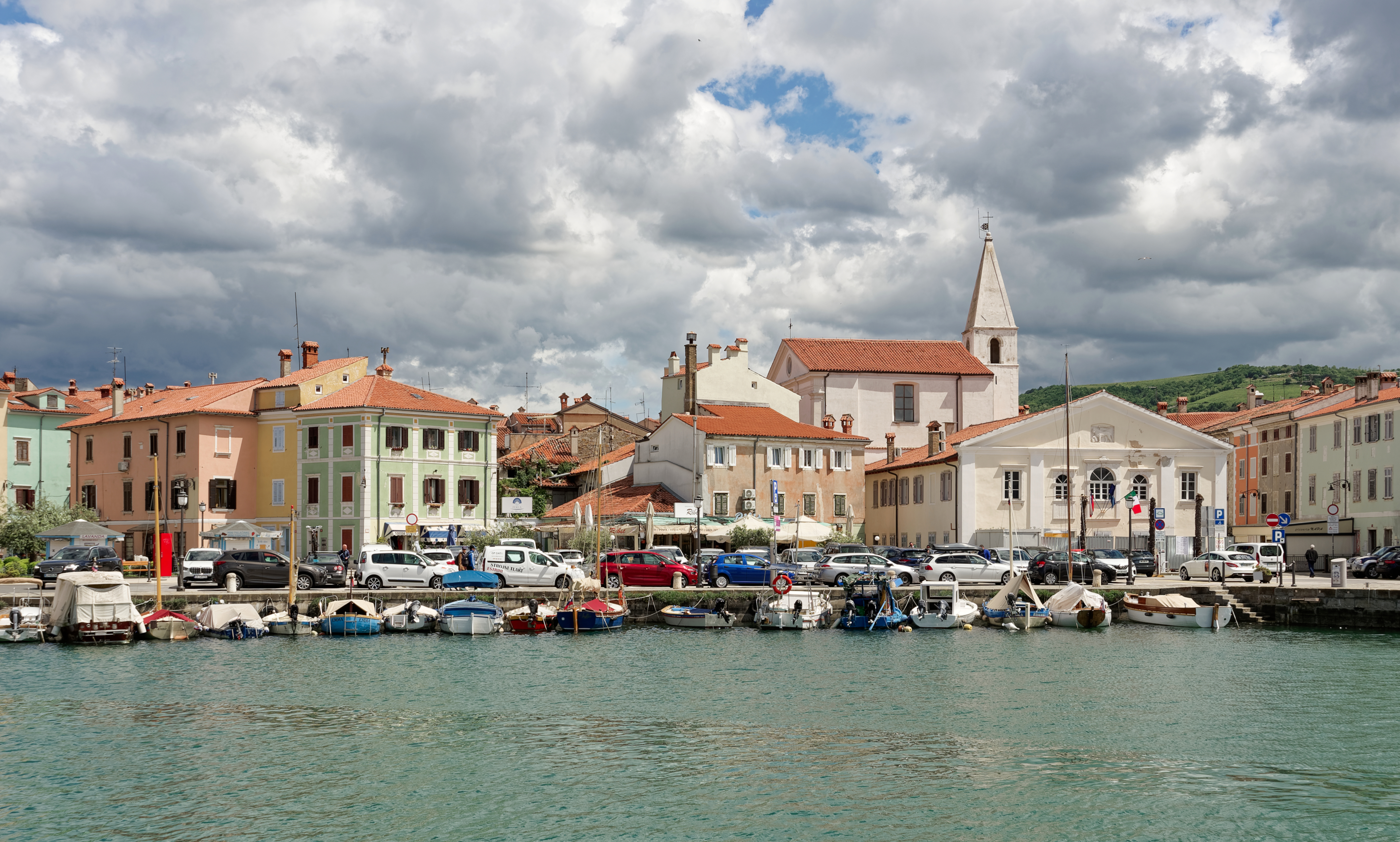
Marina Izola

Izola (en italiano, Isola) es un municipio de Eslovenia situado en la costa del Mar Adriático. Tiene una población estimada, a inicios de 2024, de 16 479 habitantes.

## Historia
La zona donde hoy se encuentra Izola estuvo bajo la ocupación de los romanos, que mantuvieron el poder en Istria durante más de medio milenio. El primer asentamiento en la isla de Izola probablemente se fundó en el siglo VI.
Después de un período de transición de dominio gótico, en 538 o 539 Istria quedó bajo dominio bizantino. En el año 776 la zona fue ocupada por los francos, que abolieron el sistema romano-bizantino e introdujeron el feudalismo. En los siglos VII y VIII los eslavos comenzaron a establecerse en Istria.
Durante la Edad Media estuvo controlada por la República de Venecia.
En el siglo XVII, Istria experimentó una crisis económica y cultural general, que se vio exacerbada aún más por la devastadora plaga de 1630, que diezmó en gran medida a la población. La agricultura colapsó enormemente y la tierra quedó sin cultivar. Los venecianos continuaron su política colonizadora.
A raíz de las constantes guerras por el poder en el Mediterráneo, Venecia comenzó a ver debilitado su poder y perdió territorios. Con el declive de Venecia, las localidades de Istria también entraron en crisis.
Después del colapso de la República de Venecia y la guerra austro-francesa de 1797, Istria y Dalmacia fueron entregadas a Austria. Luego hubo una breve ocupación francesa entre 1805 y 1813.
Durante la ocupación francesa las murallas de la ciudad fueron destrozadas y usadas para rellenar el canal que separaba la isla de la tierra firme. Después de este breve período, el recién establecido Imperio austríaco gobernó Istria hasta noviembre de 1918.
El tratado de Saint Germain asignó a Izola y al resto de la región de Istria a Italia, por lo que pasó a formar parte del Reino de Italia hasta la capitulación italiana en septiembre de 1943, tras lo cual el control pasó a Alemania. Izola fue liberada por una unidad naval de Koper a finales de abril de 1945. Después del final de la Segunda Guerra Mundial, Izola era parte de la Zona B del Territorio libre de Trieste provisionalmente independiente. Después de la disolución de facto del Territorio Libre en 1954, se incorporó a Eslovenia, entonces parte de Yugoslavia.

## Idioma
Además del esloveno, es de uso común también el idioma italiano.